# Équipe d'Espagne de football à la Coupe du monde 1966
L'équipe d'Espagne de football participe à sa quatrième Coupe du monde lors de l'édition 1966 qui se tient en Angleterre du 11 juillet 1966 au 30 juillet 1966. Elle se présente en tant que championne d'Europe en titre à la suite de sa victoire lors de l'Euro 1964.
L'équipe espagnole est éliminée au premier tour en terminant 3e du groupe 2 derrière l'Allemagne de l'ouest et l'Argentine.

## Phase finale

### Premier tour, groupe 2
| Classement final |                      |     |   |   |   |   |    |    |      |
|                  | Équipe               | Pts | J | G | N | P | BP | BC | Diff |
| 1                | Allemagne de l'Ouest | 5   | 3 | 2 | 1 | 0 | 7  | 1  | +6   |
| 2                | Argentine            | 5   | 3 | 2 | 1 | 0 | 4  | 1  | +3   |
| 3                | Espagne              | 2   | 3 | 1 | 0 | 2 | 4  | 5  | -1   |
| 4                | Suisse               | 0   | 3 | 0 | 0 | 3 | 1  | 9  | -8   |

| 12 juillet | Allemagne de l'Ouest | 5 | 0 | Suisse               |
| 13 juillet | Argentine            | 2 | 1 | Espagne              |
| 15 juillet | Espagne              | 2 | 1 | Suisse               |
| 16 juillet | Argentine            | 0 | 0 | Allemagne de l'Ouest |
| 19 juillet | Argentine            | 2 | 0 | Suisse               |
| 20 juillet | Allemagne de l'Ouest | 2 | 1 | Espagne              |

| 13 juillet 1966                   | Argentine       | 2 - 1 | Espagne        | Villa Park, Birmingham                              |                                                     |
| 19:30 · Historique des rencontres | Artime 65e, 77e |       | Roma 71e (csc) | Spectateurs : 48 000 Arbitrage : Dimitar Rumentchev | Spectateurs : 48 000 Arbitrage : Dimitar Rumentchev |
| 19:30 · Historique des rencontres | (Rapport)       |       |                | Spectateurs : 48 000 Arbitrage : Dimitar Rumentchev | Spectateurs : 48 000 Arbitrage : Dimitar Rumentchev |

| 15 juillet 1966                   | Espagne                   | 2 - 1 | Suisse      | Hillsborough Stadium, Sheffield                  |                                                  |
| 19:30 · Historique des rencontres | Sanchís 57e · Amancio 75e |       | Quentin 31e | Spectateurs : 32 000 Arbitrage : Tofik Bakhramov | Spectateurs : 32 000 Arbitrage : Tofik Bakhramov |
| 19:30 · Historique des rencontres | (Rapport)                 |       |             | Spectateurs : 32 000 Arbitrage : Tofik Bakhramov | Spectateurs : 32 000 Arbitrage : Tofik Bakhramov |

| 20 juillet 1966                   | Allemagne de l'Ouest      | 2 - 1 | Espagne   | Villa Park, Birmingham                           |                                                  |
| 19:30 · Historique des rencontres | Emmerich 39e · Seeler 84e |       | Fusté 23e | Spectateurs : 51 000 Arbitrage : Armando Marques | Spectateurs : 51 000 Arbitrage : Armando Marques |
| 19:30 · Historique des rencontres | (Rapport)                 |       |           | Spectateurs : 51 000 Arbitrage : Armando Marques | Spectateurs : 51 000 Arbitrage : Armando Marques |

## Effectif
José Villalonga est le sélectionneur espagnol durant la Coupe du monde. Il commande un groupe de 22 joueurs qui se compose de 3 gardiens de but, 6 défenseurs, 6 milieux de terrain et 7 attaquants.